# Јохана Конта
Јохана Конта (мађ. Johanna Konta; рођена 17. маја 1991) британска је тенисерка.

## Каријера
Тенис игра професионално од 2008. године. Нема ни једну WTA титулу било у појединачној, било у игри парова; док је на ITF такмичењима освојила једанаест у појединачној и четири турнира у игри парова.
Рођена је Сиднеју а 2005. се преселила у Велику Британију. Место пребивалишта јој је Истборн али од 2014. тренира у Хихону у Шпанији. До 2012. се такмичила као представница Аустралије а од маја 2012. представља Велику Британију.
Највећи успех у каријери јој је полуфинале Отвореног првенства Аустралије 2016. године.